# 减税
减税是指政府削減向個人和企業征收的稅收。减税會導致政府收入减少，而企業和個人的收入增加。若中低收入家庭因減稅而增加了可支配收入，整体消费更有可能提升从而刺激经济。 此外政府因收入減少，從而增加政府貸款並減少支出。